# Silke Porath
Silke Porath (* 1971 in Albstadt) ist eine deutsche Schriftstellerin.
Sie lebt und arbeitet als Autorin, freie Journalistin, PR-Beraterin und Schreibtrainerin in der Erwachsenenbildung in Balingen.
Silke Porath ist Mitglied im Verband deutscher Schriftsteller und der 42er Autoren.

## Bücher als Autorin
- Der Bär auf meinem Bauch. Gipfelbuch, Waldsolms 2004, ISBN 3-937591-04-4. 2. Auflage 2006, ISBN 3-937591-38-9.
- Gottes Weber. Das Leben des heiligen Antonio Maria Claret. Gipfelbuch, Waldsolms 2005, ISBN 3-937591-21-4.
- El tejedor de Dios. Claret, Barcelona 2008, ISBN 8-498461-49-9. (Vidas de santos, Biografias)
- Arbanor. Die Legende des Drachenkönigs. Nordmann, Machern 2008, ISBN 978-3-941105-02-7. basierend auf dem Onlinespiel „Tales of Tamar“.
- Keine Panik. Ich oder das Mammut. Kleine Tipps gegen die große Angst. Global Vision, Nalbach 2009, ISBN 978-3-941382-01-5.
- Das tut Mann nicht. mit Monika Detering, Jutta Mülich. Global Vision, Nalbach 2009, ISBN 978-3-941382-00-8.
- Nicht ohne meinen Mops. Gmeiner, Meßkirch 2011, ISBN 978-3-8392-1207-3. (WG-Roman)
- Klostergeist. Pater Pius ermittelt. mit Andreas C. Braun, Gmeiner, Meßkirch 2011, ISBN 978-3-8392-1124-3. (Kriminalroman)
- Schokolade ist auch nur Gemüse. mit Ulrike Renk, Schwarzkopf & Schwarzkopf, Berlin 2011, ISBN 978-3-86265-089-7 (Roman)
- Keine Panik vor der Panik. Kleine Tipps gegen die große Angst. Schwarzkopf & Schwarzkopf, Berlin 2012, ISBN 978-3-86265-113-9. (Persönlicher Ratgeber)
- Ein Schuh kommt selten allein. Schwarzkopf & Schwarzkopf, Berlin 2012, ISBN 978-3-86265-185-6.
- 111 Gründe, „Tatort“ zu lieben. Eine Liebeserklärung an eine ganz besondere Krimireihe. mit Kurt-Jürgen Heering. Schwarzkopf & Schwarzkopf, Berlin 2012, ISBN 978-3-86265-172-6.
- Klosterbräu. Pater Pius ermittelt. mit Andreas C. Braun, Zoran Zivković, Gmeiner, Meßkirch 2012, ISBN 978-3-8392-1315-5. Mit „Radio Donauwelle“. (Kriminalroman)
- Mops und Möhren. Gmeiner, Meßkirch 2013, ISBN 978-3-8392-1344-5. (WG-Roman)
- Mops und Mama, Gmeinerverlag 2014

## Bücher als Herausgeberin
- Easteregg. Gipfelbuch, Waldsolms 2005, ISBN 3-937591-29-X. (Osterkurzgeschichten)
- Auge um Auge. Todesstrafe in den USA. mit Matthias Wippich. Gipfelbuch, Waldsolms 2006, ISBN 3-937591-31-1.

## Auszeichnungen
- 1999 – Preisträgerin beim Brecht-Literaturwettbewerb des Literaturforums im Brecht-Haus Berlin
- 2006 – Literaturpreis des Autorenkreises Little PEN / Holzschnittmuseum Herzer
- 2008 – Literaturpreis der FAW